# Valeria Sorokina
Valeria Sorokina (ryska: Валерия Михайловна Сорокина), född den 29 mars 1984 i Resjeticha, Ryssland, är en rysk badmintonspelare. Vid badmintonturneringen i dubbel under OS 2012 i London deltog hon för Ryssland tillsammans med Nina Vislova och tog brons.